# Конончук, Гений Иванович
Конончук Гений Иванович (1931—1997) — бригадир комплексной бригады рабочих очистного забоя шахты «Березовская-1» треста «Кемеровоуголь», Герой Социалистического Труда.

## Биография
Родился 26 июля 1931 года в районном поселке Белово (сегодня город Белово) Западно-Сибирского края в семье служащего.
С 1946 по 1948 годы учился в ремесленном училище № 1. Трудовую деятельность начал сразу после его окончания. С 1948 по 1951 годы работал электрослесарем на шахте им. С. Орджоникидзе треста «Куйбышевуголь», с 1951 по 1953 годы — электрослесарем на шахте «Абашевская». 

В 1953 году был призван в ряды Советской Армии, в 1957 году после демобилизации вернулся и работал забойщиком на шахте «Абашевская», а с 1959 года, после окончания курсов, — машинистом угольного комбайна.
В конце 1959 года в связи с пуском новой шахты Кемеровского рудника Конончук вместе со своей семьей переехал в поселок Березовский Кемеровской области (сейчас г. Березовский). Начал работать машинистом угольного комбайна, а уже в 1961 году был назначен бригадиром рабочих очистного забоя шахты «Березовская-1». 

В марте 1962 года бригада Конончука дала за месяц три рекорда: 10 марта звено Н. Р. Богатырева добыло за смену 702 т угля; 17 марта (за сутки) вся бригада добыла 1840 т; за месяц она отправила из забоя 27213 т угля (прежний рекорд — 22388 т). 

В октябре-ноябре 1962 года комплексная бригада очистного забоя участка № 8 за 31 рабочий день выдала на-гора 76851 т угля. Были превышены все ранее достигнутые в мировой практике показатели месячной производительности труда.
В 1964 году бригада Конончука вела отработку 360-метровой лавы-гиганта. Именно из этой лавы за 31 рабочий день, с 26 октября по 1 декабря 1964 года, горняки выдали на-гора 85460 т угля. Были такие сутки, когда бригада добывала 4150 т, а за год коллективу Гения Ивановича удалось добыть 529111 т угля.
За успехи в освоении новой горной техники, достижение высоких показателей добычи угля и умелое руководство бригадой Указом Президиума Верховного Совета СССР от 16 июля 1965 года Гению Ивановичу Конончуку было присвоено звание Героя Социалистического Труда с вручением ордена Ленина и золотой медали «Серп и Молот».
В 1963 году Г. И. Конончук избирался депутатом Верховного Совета РСФСР VI созыва. В 1966 году стал делегатом XXIII съезда КПСС. 24 марта 1967 года был избран депутатом Верховного Совета РСФСР VII созыва, член Березовского горкома партии и Кемеровского ОК КПСС.
Впоследствии Гений Конончук уехал из Кемеровской области в город Донецк и трудился в Донбассе. Умер в мае 1997 года.